# アミック
アミック(Amik)は、1976年モントリオールオリンピックのマスコット。アルゴンキン語で「ビーバー」を意味する。国内で名前を決める募集が行われた。ビーバーがマスコットとして選ばれたのは、開催国であるカナダとの関連が強い動物であるためである。ビーバーは勤勉も表す。
モントリオールオリンピックのロゴが入った赤いストライプ又はモントリオールオリンピック組織委員会を表す多色のリボンがついていた。Georges Huelの指揮の下、Guy St-Arnaud、Yvon Laroche及びPierre-Yves Pelletierによりデザインされた。